# This Way Up
This Way Up é um curta-metragem de animação de 2008 dirigido por Alan Smith e Adam Foulkes. Como reconhecimento, foi nomeado ao Oscar 2019 na categoria de Melhor Curta-metragem de Animação.